# Synagogue Adath Israël
La synagogue Adath Israël est un lieu de culte juif orthodoxe indépendant du Consistoire située 36 rue Basfroi, dans le 11e arrondissement de Paris.

## Histoire
C'était un oratoire établi dans le cadre de l'association Adath Israël, (Association cultuelle israélite, Fondation Mongatte-Kantorovitch), fondée en 1927 pour subvenir à Paris aux frais et à l’entretien de l’exercice public du culte israélite et de l’enseignement de la Torah et dont le siège social est au 32 rue Basfroi à Paris. Cet oratoire, de rite sfard, n'a pas de rabbin officiel mais accepte l'autorité spirituelle du grand rabbin de la synagogue de la rue Pavée, le Grand Rabbin de l'Agudas Hakehilos (אֲגֻדָּת־הַקְּהִלּוֹת, Union des communautés). Le fameux hazzan « Reb Mechel » est Baal-Tefila de la synagogue pendant les années 1960-70, et contribue à donner à la prière une ambiance hassidique.
Au début des années 1960, avec l'exode des français d’Algérie, l'immeuble de l'association Adath Israël héberge de plus un oratoire de juifs algériens, entre autres la famille Cherki, le grand-père Aïzer, le père Haïm et celui qui sera par la suite le rabbin Ouri Cherki de Jérusalem.
Dans les années 1980, ce lieu de culte qui physiquement laissait à désirer a connu une transformation radicale et est devenu une des synagogues les plus modernes et fonctionnelles de Paris.
Cette transformation a été due à l'œuvre du président de Adath Israël, le Dr Achille Naftalis (Yechiel Naftalis), et du vice-président, M. Rotbart, qui ont passé des mois à discuter de plans, négocier des corrections. Malgré ceux qui doutaient de la faisabilité, le projet vit le jour, financé en totalité par une compagnie immobilière qui inclut la synagogue dans un projet global de logements construits sur le terrain de l'ancien oratoire qu'elle acheta. Une des conditions posées était le maintien, sans interruption d'un lieu de prières, ce qui fut fait, en créant un oratoire temporaire (à la Cour Debille). Parmi les demandes obtenues par le Dr Naftalis se trouve la création d'une mikveh dans l'immeuble de la synagogue.

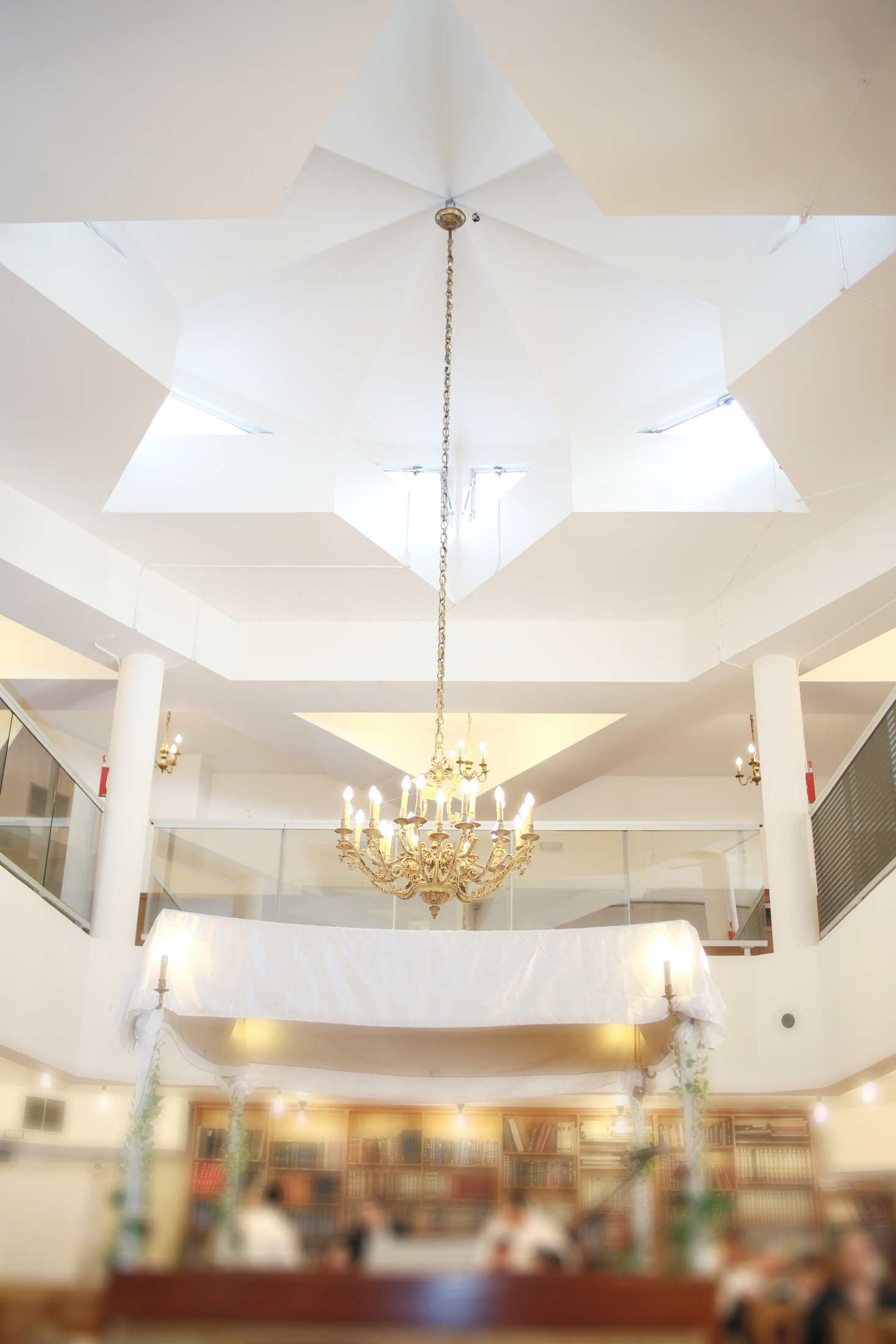
Intérieur de la synagogue avant arrivée des invités d'un mariage. On distingue bien le dais nuptial appelé houppa.

À la suite de la rénovation, le rabbin  Jacques Schlammé devient rabbin de la synagogue suivi par M. David Lederberger. De 2008 à novembre 2014 le Dayan Yermiyahu Menachem Kohen, Av Beth din de Paris dirige la communauté. Il est retourné s'établir à Jérusalem. Le rabbin en poste depuis octobre 2015 est Shmouel Mortchelewicz.